# Schönberg (Basse-Bavière)
Pour les articles homonymes, voir Schönberg.
Schönberg est une commune de Bavière (Allemagne), située dans l'arrondissement de Freyung-Grafenau, dans le district de Basse-Bavière.